# Episodi di Wolff, un poliziotto a Berlino (settima stagione)
Gli episodi della settima serie di "Wolff, un poliziotto a Berlino" sono stati trasmessi per la prima volta in Germania tra il 17 agosto e il 21 settembre 1998. In Italia, sono stati trasmessi su Raidue tra l'11 e il 21 giugno 2002. Alcuni episodi inediti sono stati trasmessi nel corso del 2007 su Retequattro.
| nº    | Titolo originale         | Titolo italiano                 | Prima TV Germania | Prima TV Italia        |
| ----- | ------------------------ | ------------------------------- | ----------------- | ---------------------- |
| 1-84  | Der Heckenschütze        | Il cecchino                     | 17 agosto 1998    | 14 giugno 2002 - 19,10 |
| 2-85  | Ein todsicherer Plan     | Un piano infallibile            | 17 agosto 1998    | 15 giugno 2002 - 19,10 |
| 3-86  | Marathon                 | Rivali                          | 24 agosto 1998    | 30 maggio 2007 - 15,10 |
| 4-87  | Mitten ins Herz          | Chi ha ucciso Corinna Petersen? | 24 agosto 1998    | 29 maggio 2007 - 15,10 |
| 5-88  | Bauernopfer              | Una pedina da sacrificare       | 31 agosto 1998    | 11 giugno 2002 - 19,10 |
| 6-89  | Computerspiele           | La scommessa                    | 31 agosto 1998    | 21 maggio 2007 - 15,10 |
| 7-90  | Die Tote an der S-Bahn   | Il delitto della ferrovia       | 7 settembre 1998  | 17 giugno 2002 - 19,10 |
| 8-91  | Freiwild                 | Un uomo senza scrupoli          | 7 settembre 1998  | 18 giugno 2002 - 19,10 |
| 9-92  | Im Visier                | Il ricatto                      | 14 settembre 1998 | 10 giugno 2002 - 19,10 |
| 10-93 | Flucht ins Verderben     | Doppia identità                 | 14 settembre 1998 | 13 giugno 2002 - 19,10 |
| 11-94 | Ein hundsgemeiner Mord   | Omicidio nel parco              | 21 settembre 1998 | 20 giugno 2002 - 19,10 |
| 12-95 | Zwei Seelen, ein Gedanke | Falso bersaglio                 | 21 settembre 1998 | 21 giugno 2002 - 19,10 |